# Hadrobregmus denticollis
Hadrobregmus denticollis is een keversoort uit de familie klopkevers (Anobiidae). De wetenschappelijke naam van de soort is voor het eerst geldig gepubliceerd in 1796 door Creutzer in Panzer.